# Agathangelosz
Agathangelosz vagy Agatangeghosz (5. század) örmény ókeresztény író.
Rómából származott, IV. (III.) Tiridatész örmény király jegyzője volt, örmény nyelven alkotott. Az ő nevéhez fűződik az Örményország története (Hajoc patmutjun) című munka. Az írás Világosító Szent Gergely legendáját dolgozza fel, és ehhez csatlakozik még az üldözött Szent Hripszime és Gajane története is. A történet ugyan meglehetősen egyenetlen, zavaros, és legendás elemek szövik át, de mégis értékes forrásműnek számít a korabeli (pogány) hitvilágról.